# Euxoa shasta
Euxoa shasta là một loài bướm đêm trong họ Noctuidae.